# Michael Haberlandt

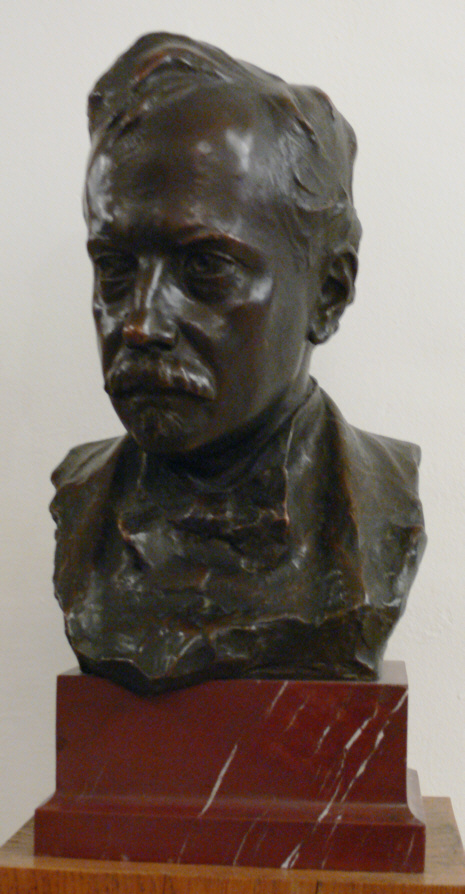
Michael Haberlandt, Büste im Depot des Österreichischen Museums für Volkskunde, Wien

Michael Haberlandt (* 29. September 1860 in Ungarisch-Altenburg; † 14. Juni 1940 in Wien) war ein österreichischer Volkskundler und Indologe.

## Leben
Als Sohn des Agrarwissenschaftlers Friedrich Haberlandt in eine bürgerliche Familie geboren, studierte Michael Haberlandt Indologie an der Universität Wien. Unmittelbar nach der Beendigung seines Studiums 1882 wurde er Kustos an der anthropologisch-ethnographischen Abteilung des Naturhistorischen Museums. 1892 habilitierte er sich als erster für das neu geschaffene Fach Völkerkunde an der Wiener Universität und erhielt 1910 den Titel außerordentlicher Professor verliehen.
Zusammen mit Wilhelm Hein gründete er 1894 den Verein für Volkskunde, 1895 die Zeitschrift für österreichische Volkskunde. In der Zeitschrift schrieb er positive Rezensionen zu rassenkundlich-antisemitischen Werken, wie etwa 1930 die Neuauflage eines Buchs von Hans F. K. Günther.
Ebenfalls 1895 gründete er mit Hein das heutige Österreichische Museum für Volkskunde, dessen Aufbau wesentlich auf seine Arbeiten zurückzuführen ist. Von 1911 bis 1923 wurde er zum staatlich besoldeten Direktor des Museums ernannt.
1924 übernahm sein Sohn Arthur Haberlandt die Leitung des Volkskundemuseums. Dieser war auch zentral für die Radikalisierung des Museums verantwortlich, da bereits 1933 vier von fünf Mitarbeitern der damals in Österreich illegalen NSDAP angehörten. Michael Haberlandt wird daher vorgeworfen, dass er sich auch in dieser Zeit nicht vom Volkskundemuseum distanziert und die nationalsozialistische, rassistische Ausrichtung des Museums im Hintergrund mitgetragen habe. Zudem soll er gezielt jüdische Mitarbeiter und Forscher behindert und ausgegrenzt haben, darunter etwa Eugenie Goldstern.
Haberlandt war korrespondierendes Mitglied der Österreichischen Akademie der Wissenschaften. Als Musikliebhaber unterstützte er den österreichischen Komponisten Hugo Wolf und verhalf ihm durch die Gründung des Hugo-Wolf-Vereins zum Durchbruch.
Im Jahr 1955 wurde in Wien-Donaustadt (22. Bezirk) die Haberlandtgasse nach ihm benannt.

## Aberkennung des Ehrengrabs
Nach Haberlandts Tod wurde ihm durch die nationalsozialistische Stadtregierung ein Ehrengrab am Wiener Zentralfriedhof gewidmet. 2011 wurde dieser Status aberkannt, da eine Kommission zur Untersuchung der Ehrengräber aus der NS-Zeit zu dem Schluss gekommen war, dass zwar Haberlandts Lebenswerk internationale Bedeutung erlangte, der rassistische Gehalt einiger seiner Werke und die stille Duldung der Radikalisierung des Volkskundemuseums den Status als Ehrengrab nicht rechtfertigen würden.

## Ausgewählte Publikationen
- Zur Geschichte einiger Personalausgänge bei den thematischen Verben im Indogermanischen. Gerold, Wien 1882.
- Der altindische Geist. In Aufsätzen und Skizzen. Liebeskind, Leipzig 1887 (archive.org).
- Völkerkunde (= Sammlung Göschen. Band 73). Göschen, Leipzig 1898; 2., vermehrte und verbesserte Auflage 1906 (archive.org); 3., vermehrte und verbesserte Auflage (2 Bände) 1917/20.
- Conträre Sexual-Erscheinungen bei der Neger-Bevölkerung Zanzibars [Als Herausgeber aus dem Nachlass des Autors Oskar Baumann]. In: Zeitschrift für Ethnologie. Band 31, 1899, S. 668–670 (Textarchiv – Internet Archive).
- Cultur im Alltag. Gesammelte Aufsätze. Wiener Verlag, Wien 1900.
- Die Völker Europas und des Orients. Bibliographisches Institut, Leipzig/Wien 1920.
- Einführung in die Volkskunde mit besonderer Berücksichtigung Österreichs (= Volkskundliche Bücherei. Band 1). Wien 1924.
- Die Völker Europas und ihre volkstümliche Kultur. Strecker & Schröder, Stuttgart 1928.